# Valerie Masterson
Pour les articles homonymes, voir Masterson.
Margaret Valerie Masterson (née le 3 juin 1937) est une soprano anglaise qui n'est aujourd'hui plus en activité, interprète de nombreux opéras, conférencière, et vice-présidente du British Youth Opera (en).

## Biographie
Valérie Masterson naît à Birkenhead, dans le Cheshire, et étudie à la Matthay School of Music (Liverpool) et au Royal College of Music.
Après des études à Milan avec la soprano Adelaide Saraceni et le ténor Eduardo Asquez, elle commence une carrière de cantatrice en Europe. Son tout premier rôle est celui de Frasquita, dans Carmen, à Salzbourg.
Parmi ses rôles principaux, elle interprète notamment Fiordiligi, dans Così fan tutte, au festival d'Aix-en-Provence, pendant trois années à partir de 1975.